# Massifs de Lofer et Leogang
Les massifs de Lofer et Leogang (en allemand : Loferer und Leoganger Steinberge) sont deux massifs contigus des Préalpes orientales septentrionales. Ils s'élèvent entre les États fédérés du Tyrol et de Salzbourg en Autriche. Leur nom provient de deux municipalités, Lofer et Leogang, respectivement au nord et au sud.
Le Birnhorn est le point culminant de l'ensemble.

## Géographie

### Situation

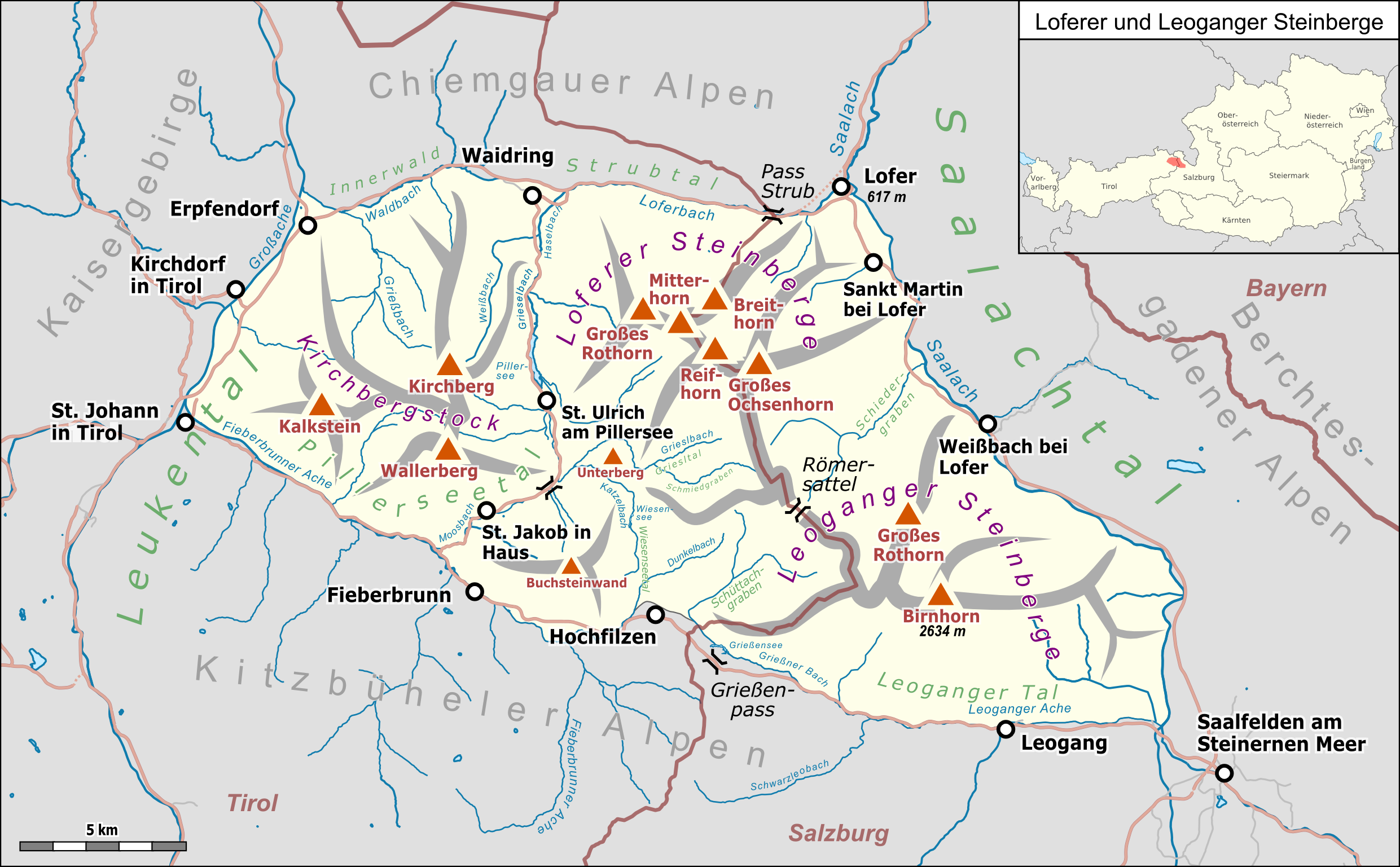
Les chaînons et les sommets des massifs de Lofer et Leogang.

Les massifs sont orientés grossièrement est-ouest, s'étendant entre les rivières de la Saalach et la Großache. Ils sont entourés par les Alpes du Chiemgau au nord, les Alpes de Berchtesgaden à l'est, les Alpes de Kitzbühel au sud et le Kaisergebirge à l'ouest.
Les deux massifs des Steinberge sont reliés par le col du Römersattel ; celui de Lofer sur la Saalach est le plus septentrional. Dans la partie occidentale de l'ensemble, à l'ouest de Sankt Ulrich am Pillersee, se trouve un troisième chaînon peu élevé, dominé par le Kirchberg (1 678 m). Au nord, le village de Waidring situé au pied du Steinplatte se trouve à la limite des Alpes du Chiemgau.

### Sommets principaux
Dans le massif de Leogang :
- Birnhorn, 2 634 m
- Kuchelhorn, 2 500 m
- Passauerkopf, 2 465 m
- Griessener Hochbrett, 2 467 m
- Signalkopf, 2 462 m
- Grosses Rothorn, 2 442 m
- Dürrkarhorn, 2 280 m
- Hochzint, 2 243 m
- Mitterhorn, 2 206 m
- Fahnenköpfl, 2 142 m
- Brandhorn, 2 099 m

Dans le massif de Lofer
- Grosses Ochsenhorn, 2 511 m

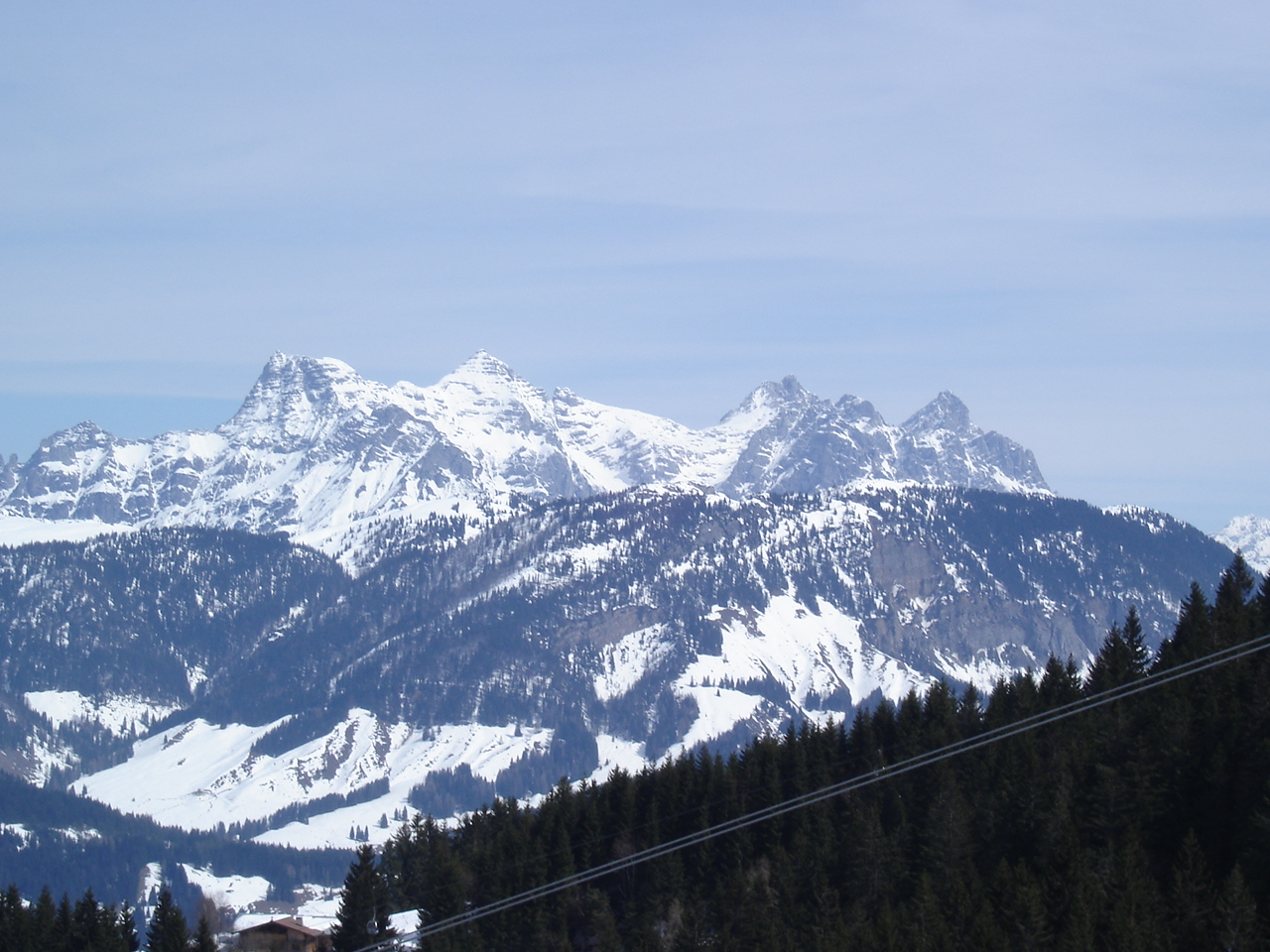
Le massif de Lofer vu du sud-ouest.

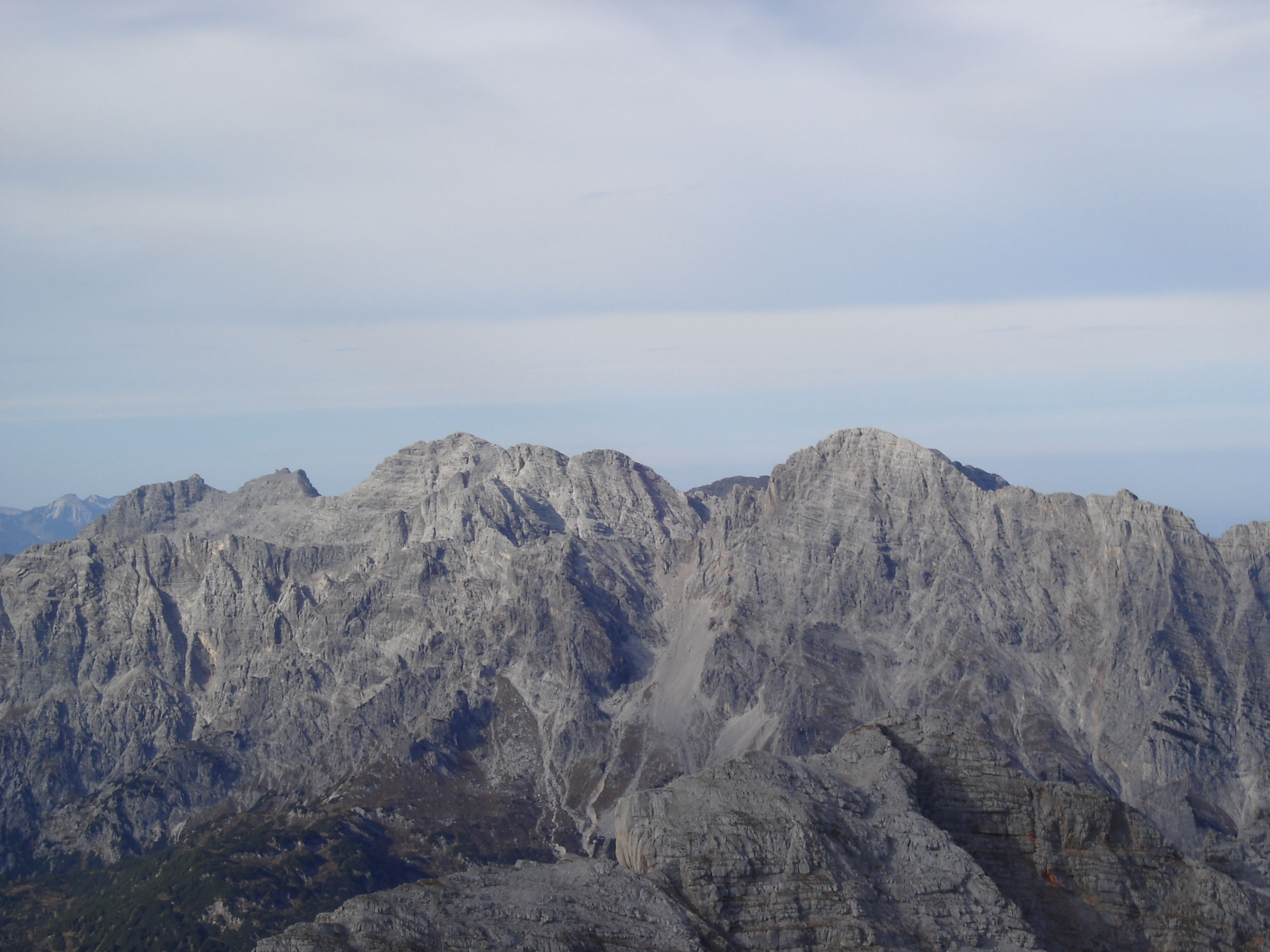
Massif de Lofer vu depuis le Birnhorn.

- Mitterhorn (ou Grosses Hinterhorn), 2 504 m
- Grosses Reifhorn, 2 488 m
- Breithorn, 2 413 m
- Grosses Rothorn, 2 409 m
- Rothörnl, 2 394 m
- Geislhörner, 2 291 m
- Seehorn, 2 155 m
- Zwölferhörnl, 2 104 m

## Géologie

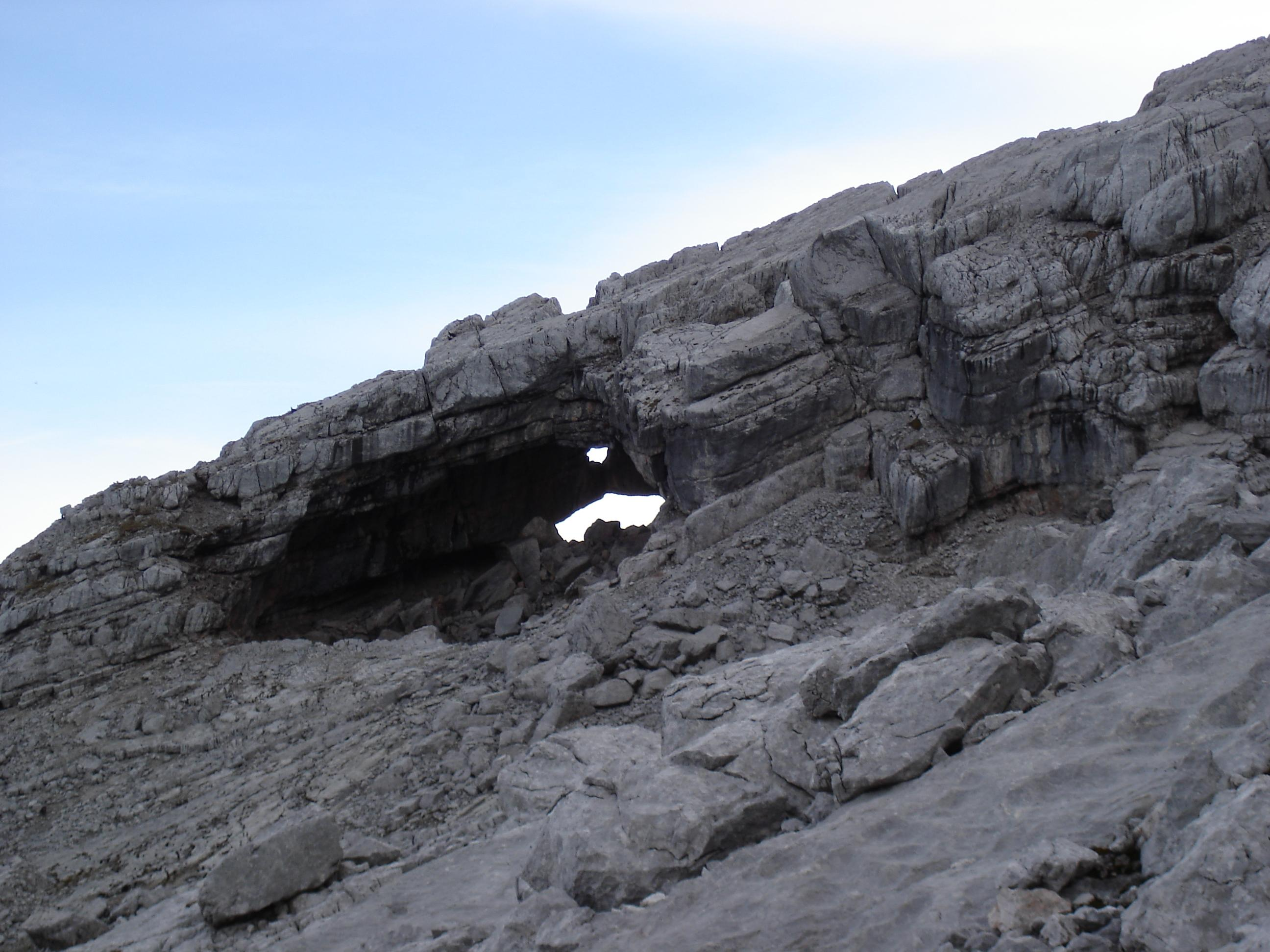
L'arche du Melkerloch.

La formation karstique du massif de Leogang offre de nombreuses cavités dans le calcaire du Dachstein. La plus connue est le Lamprechtsofen, une grotte de 50 km de long sur 1 600 mètres de dénivelé, entre Lofer et Saalfelden. Une autre formation rocheuse remarquable est le Melkerloch, une arche dans le versant sud-est du Birnhorn.
On retrouve le même phénomène dans le massif de Lofer. Le fond des dolines est souvent relié aux cavités souterraines. Par ailleurs, les bords du plateau sont constitués principalement de falaises et de cirques naturels. Le socle de ces montagnes, à partir d'une hauteur de 600 mètres est constitué de schiste du Permien supérieur ou du Trias inférieur. Ceux-ci, rouges, plus rarement verts et violets, sont imperméables, si bien que beaucoup de nappes d'eau se sont formées dans ces couches. La suivante, avec une structure plus complexe, se compose de calcaire de Rauhwacke et de Gutenstein. Ensuite, on trouve, à partir d'une hauteur de 1 100 mètres, une couche de dolomie de Ramsau ou de Hauptdolomite. Puis vient une très mince couche de marne du Trias moyen, connue sous le nom de couche de Raibler. Jusqu'à 2 000 mètres environ, cette roche est soumise à une forte érosion due à la forte inclinaison, typique de ce type de montagnes. La roche est très fragile et très friable, ce qui rend les ascensions assez impopulaires. On trouve fréquemment à cette altitude des fossés profonds, des conduits, des gorges, voire des cirques. Enfin, la couche la plus superficielle se compose de calcaire du Dachstein qui s'élève parfois jusqu'à 500 mètres. Ici, les cirques ne sont pas dus à l'action de l'eau mais à celle des glaciers de la dernière période glaciaire. Ils présentent beaucoup de cavités et de dolines, parfois sur plusieurs centaines de mètres de profondeur (exemple du Loferer Schacht). En raison de leur perméabilité, ces couches n'offrent aucune source ; le drainage résulte plutôt sous terre. Lors de la dernière glaciation, le massif de Lofer était complètement entouré par les glaciers provenant des Alpes orientales centrales et atteignant une épaisseur de 2 000 mètres, d'où l'importance de leur action érosive. Lorsqu'ils se sont retirés, la calotte glaciaire sur le plateau, comme celle de l'Übergossene Alm au Hochkoenig, n'a pas pu se maintenir en raison de la plus faible altitude. Pourtant, certains névés subsistent toute l'année, comme sur le versant sud, entre le Mitterhorn et le Geiselhörnern, dans une combe abritée, si bien qu'on pourrait penser à un "glacier nain".

## Climat
En raison de sa position assez septentrionale au sein des Alpes, le massif de Lofer présente un mélange de climat continental et océanique. Le versant nord subit des précipitations moyennes plus importantes que le versant sud. Les variations de température se produisant au cours de l'année sont caractéristiques du climat continental. En été, des températures de 30 °C ou plus sont enregistrées fréquemment sur le versant sud, à l'abri du vent. Cependant, en hiver, la température peut parfois baisser la nuit jusqu'à −30 °C. Un manteau neigeux est présent dans les vallées habituellement de décembre à avril. La température moyenne annuelle est de 7 °C. En été, la tendance orageuse s'exprime fortement en juin et juillet et peut s'accompagner de chutes de grêle. Des chutes de neige estivales sont occasionnellement possible jusqu'à l'étage alpin. En automne, les situations météorologiques stables favorables à l'effet de foehn sont fréquemment réunies, autorisant des températures relativement douces et une vue parfaitement dégagée.

## Histoire
De tous temps, les plus hauts sommets ont été sporadiquement escaladés par les chasseurs et les habitants locaux. La mise en valeur touristique systématique apparaît dans les années 1930. En 1833, le Grosses Hinterhorn est escaladé par Karl Thurwieser. Dans le même temps, des alpinistes comme Purtscheller, Cranz, Doppler et Fill se mettent en évidence. En 1888, la section Passau de l'association alpine allemande reprend à son compte la protection des massifs de Lofer et Leogang et donnent une nouvelle impulsion à la mise en valeur. Le Grosses Ochsenhorn est monté en 1897 par Cranz. En 1899, le refuge Schmidt Zabierow est ouvert au grosse Wehrgrube. Dans les années de l'Entre-deux-guerres, quand l'intérêt pour le Kaisergebirge voisin diminue un peu, la renommée des massifs de Lofer et Leogang augmente à son tour auprès de certains alpinistes, si bien que de nouveaux itinéraires sont ouverts. À partir des années 1960 et 70, toute une nouvelle série d'itinéraires sont créés par les alpinistes locaux et les guides de montagne. Entre-temps, deux via ferrata sont ouvertes dans le massif. Toutefois, il est toujours un domaine réserve de l'alpinisme en raison de l'absence de téléphérique pour soulager la montée et conséquemment de la longueur et de la pénibilité des itinéraires.

## Activités

### Stations de sports d'hiver
- Fieberbrunn

## Sources
- (de) Cet article est partiellement ou en totalité issu de l’article de Wikipédia en allemand intitulé « Loferer Steinberge » (voir la liste des auteurs).